# 北村山公立病院
北村山公立病院（きたむらやまこうりつびょういん）は、山形県東根市にある医療機関。

## 概要
第二次世界大戦前に日本赤十字社によって開設された東根温泉を利用した温泉療養所を淵源とし、戦時中に同施設は陸軍病院の東根保養所とされ、多くの戦傷者の快癒に貢献した。
終戦によって運営が日赤に戻り、1946年に日本赤十字社東根病院（188床）となり北村山地区における地域医療の拠点として住民の負託にこたえてきた。しかし、病院が左翼勢力の牙城と化し、運営にも支障を来し始めたため日赤山形支部長を兼ねる当時の安孫子藤吉山形県知事が閉院を決断し、1961年9月18日に閉鎖廃止となった。
閉鎖後、安孫子知事から工藤恒太郎東根市長に対し、地元3市1町（東根市、村山市、尾花沢市、大石田町）と協力し、旧日赤東根病院の施設を利用し総合病院を開設するよう要請された。しかし、地元では県立での病院設置を望む声が大勢を占めた。県と地元自治体の交渉を難航したが、県が病院新設にあたって特段の支援を行うことで2者間は合意に至った。これによって1962年3月、運営法人として一部事務組合の北村山公立病院組合が設立され、同年10月に北村山公立病院は開院した。
病院運営にとって不可欠である医師の確保には安孫子知事以下関係者が奔走し、東北大学、新潟大学の各医学部のほか、福島県立医科大学に協力を要請したがいずれも不調に終わった。最終的に、安孫子知事が友人関係にある日本医科大学の高橋末雄理事（のち同大理事長、北村山公立病院初代院長）に医師派遣を懇請し、高橋が派遣を反対する大学内部を説得し、医師は派遣されることとなった。以来、北村山公立病院は日本医科大の特定関連病院として認定され、多くの医師が同大から派遣されている。
1973年6月に現在地に新築移転し、温泉利用の県立リハビリテーションセンターを併設した。また1992年3月には病院総合整備計画による病院増改築工事竣工し、翌月から新病棟が稼働している。なお、2000年に県立リハビリテーションセンターは県から北村山公立病院に移管されている。
北村山公立病院が策定した2018年度から5カ年の中期財政計画では、同年度から3カ年計画で老朽化した外来部門の改修を謳っているほか、県の地域医療構想に沿って急性期病床計60床を2018年度に削減するとしている。
所在地は東根市であるが、東根市、村山市、尾花沢市、大石田町の組織病院である。組合管理者は東根市長であり、組合副管理者は村山市長、尾花沢市長、大石田町長が務める。

## 年表
- 1962年（昭和37年）
  - 3月 - 北村山公立病院組合を設置。
  - 10月 - 北村山公立病院診療開始。
- 1973年（昭和48年） 6月 - 新築移転。
- 1989年（平成元年）12月 - 病院総合整備計画による病院増改築工事着工。
- 1991年（平成3年）4月 - 西棟完成。
- 1992年（平成4年）3月 - 病院総合整備計画による病院増改築工事竣工。
- 1993年（平成5年）9月 - 山形県内の自治体病院としては初となるの脳ドックを開始。
- 2000年（平成12年）4月 - 山形県から県立リハビリテーションセンターが移管。

## 診療科
| - 内科 - 外科 - 神経内科 - 小児科 - 整形外科 - 形成外科 - 脳神経外科 - 乳腺外科 | - 皮膚科 - 泌尿器科 - 産婦人科（2018年4月から分娩は休止。外来診療のみ） - 眼科 - 耳鼻咽喉科 - リハビリテーション科 - 放射線科 - 麻酔科 |

## アクセス
- 山形空港からタクシーで約10分。
- JRさくらんぼ東根駅からタクシーで約8分。
- JR村山駅からタクシーで約5分。
- JR東根駅からタクシーで約5分。
- 東北中央自動車道 東根ICから車で約15分。